# Ilha de Santana (distrito)
Ilha de Santana é um distrito do município brasileiro de Santana, no estado do Amapá. Segundo o censo demográfico de 2022, realizado pelo Instituto Brasileiro de Geografia e Estatística (IBGE), sua população era de 3 917 habitantes e havia 999 domicílios particulares permanentes ocupados. Foi criado pela lei federal nº 7.639 de 17 de dezembro de 1987.
De acordo com o IBGE, em 2010 a população era de 2 689 habitantes e havia 681 domicílios particulares.